# Graia
Graia (altgriechisch Γραία) war eine antike griechische Siedlung in Böotien.
Von Homer in der Ilias neben Thespeia und Mykalessos erwähnt, galt die Stadt in späterer Zeit als verschollen. Auf Homer aufbauende Nachdichtungen erwähnen sie. Bereits Kallimachos und später Strabon sowie Pausanias setzten sie mit Tanagra gleich. Demgegenüber erkannte Aristoteles in der Stadt Oropos das homerische Graia. Dem stimmt Alexander Mazarakis Ainian als Ausgräber in Oropos zu, doch bleibt die Frage ungeklärt.
Der Zusammenhang zwischen Stadtnamen und den Grai (oder Graeci, Γραικοί), wie der römische Name der Hellenen lautete, ist unklar. Demnach stammen die Gründer der süditalienischen Kolonie Neapolis (Neapel) aus Graia und wurden entsprechend von den Latinern als Graeci bezeichnet; der gesamte Raum der griechischen Kolonien in Süditalien erhielt die Bezeichnung Magna Graecia und später wurde die Bezeichnung Graeci auf die Bewohner der griechischen Halbinsel selbst übertragen, die sich selbst Hellenen nannten.